# سمچه
سمچه (به صربی: Semče) یک منطقهٔ مسکونی در صربستان است که در Gadžin Han واقع شده‌است.